# Tehuipango
Tehuipango es una localidad del estado mexicano de Veracruz. Es cabecera del municipio de Tehuipango.

## Demografía
| Censo | Población |
| ----- | --------- |
| 1900  | 990       |
| 1910  | 856       |
| 1921  | —         |
| 1930  | 2 646     |
| 1940  | 4 467     |
| 1950  | 4 099     |
| 1960  | 6 067     |
| 1970  | 1 381     |
| 1980  | 2 469     |
| 1990  | 1 061     |
| 1995  | 976       |
| 2000  | 1 360     |
| 2005  | 1 946     |
| 2010  | 1 884     |
| 2020  | 2 740     |